# Ferdinando Cito Filomarino
Ferdinando Cito Filomarino (* 1986 in Mailand) ist ein italienischer Filmregisseur und Drehbuchautor.

## Leben
Ferdinando Cito Filomarino ist in Mailand geboren und aufgewachsen. Nach Aufenthalten in Boston und London absolvierte er ein Studium am DAMS (Discipline delle Arti, della Musica e dello Spettacolo) in Bologna
und schloss mit einer Arbeit über ein filmgeschichtliches Thema ab. Filomarino hat keine Filmhochschule besucht, sondern sein Handwerk am Set gelernt. Erste Erfahrungen beim Film sammelte er als Regieassistent und als Assistent des Filmeditors bei Filmprojekten in London.
Entscheidend für seine Karriere als Regisseur war seine Begegnung mit Luca Guadagnino, der ihn für seinen Film I Am Love als Regieassistent einstellte. 2012 war er für den Filmschnitt von dessen Kurzfilm One Plus One verantwortlich, 2011 dann bei der Dokumentation Inconscio italiano. In Guadagninos Filmen A Bigger Splash, Call Me by Your Name und in dem in Venedig 2018 erstmals gezeigten Film Suspiria war er Second Unit Director.
2010 drehte er den Kurzfilm Diarchia, für den er auch das Drehbuch schrieb. Diarchia erhielt im selben Jahr auf dem Locarno International Film Festival den Pianifica Award, 2011 den Short Filmmaking Award auf dem Sundance Film Festival und Filomarino das Silberne Band des Italian National Syndicate of Film Journalists als bester Kurzfilmregisseur. Auch für seine folgenden Filme schrieb er selbst die Drehbücher. 2013 drehte er den Dokumentarfilm L'inganno über die Entstehung von Luchino Viscontis Film Gruppo di famiglia in un interno. Es war der vorletzte Film Viscontis, der bei der Produktion nach einem Schlaganfall halbseitig gelähmt war und der zwei Jahre später starb. Filomarino selbst ist ein Abkömmling der Visconti und weitläufig mit Luchino Visconti verwandt.
Nach einem weiteren Kurzfilm drehte er mit Sayombhu Mukdeeprom als Kameramann seinen ersten Spielfilm. In Antonia geht es um das Leben der Mailänder Lyrikerin Antonia Pozzi, die sich 1938 das Leben nahm. Der Film lief 2015 im Wettbewerb des Festival in Karlovy Vary und erhielt eine Special Jury Mention.

## Preise und Auszeichnungen
- 2010: European Film Awards – Nominierung (Diarchia)
- 2010: Locarno International Film Festival – Pianifica Award (Diarchia)
- 2011: Sundance Film Festival – Short Filmmaking Award (Diarchia)
- 2015: Karlovy Vary International Film Festival (Bester Film, Nominierung) (Antonia)
- 2016: Gallio Film Festival, Bester Film (Antonia)

## Filmografie
- 2010: Diarchia, Regie und Drehbuch, (Kurzfilm)
- 2011: Inconscio italiano, Schnitt (Dokumentarfilm)
- 2012: One Plus One, Schnitt (Kurzfilm)
- 2013: L’Inganno, Regie und Drehbuch, (Dokumentarfilm)
- 2015: Antonia, Regie und Drehbuch
- 2016: Await, Regie und Drehbuch, (Kurzfilm)
- 2017: Closing In, Regie und Drehbuch, (Kurzfilm)
- 2021: Beckett, Regie und Drehbuch